# Anna und Ines Walachowski

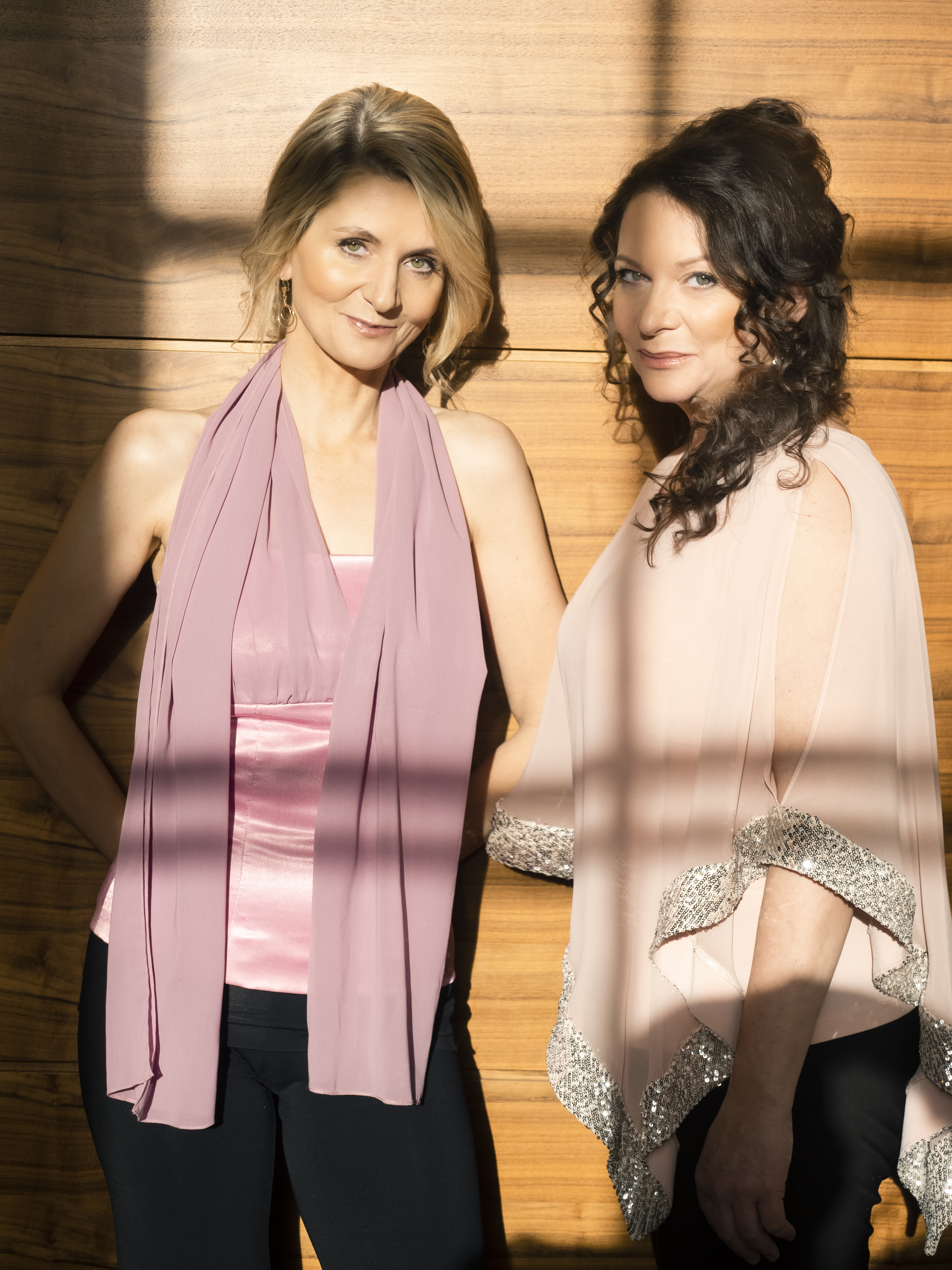
Klavierduo Anna und Ines Walachowski

Die Schwestern Anna (* 7. Oktober 1966 in Katowice, Polen) und Ines Walachowski (* 8. Juni 1969 in Dzierżoniów, Polen) bilden gemeinsam ein Klavierduo.

## Werdegang
Zum Klavierspielen kamen die beiden Schwestern durch Zufall. Während eines Krankenhausaufenthaltes der Mutter begann die Freundschaft mit einer Klavierlehrerin, die das Geschwisterpaar während der ersten Jahre musikalisch begleitete. Später besuchten beide das Musikgymnasium für Hochbegabte in Breslau. Sie sind Absolventen der Hochschule für Musik, Theater und Medien Hannover und des Salzburger Mozarteum. Wesentliche musikalische Impulse erhielten sie durch Karl-Heinz Kämmerling, Alfons Kontarsky und Josef Anton Scherrer.
Das Repertoire von Anna und Ines Walachowski reicht von Johann Sebastian Bach bis hin zu zeitgenössischer Musik. Sie beherrschen das aufeinander abgestimmte Doppelspiel zu vier Händen sowohl an einem, als auch an zwei Flügeln. Seitdem sie als Duo im Jahr 1996 debütierten, traten sie in der Berliner Philharmonie, dem Gewandhaus Leipzig, der Liederhalle Stuttgart oder dem Prinzregententheater München auf. Sie gastierten unter anderem in der Schweiz im Stadtcasino Basel und dem KKL Luzern.
Weitere Engagements führten sie zu Festivals:
- Rheingau Musik Festival
- Schleswig-Holstein Musik Festival
- Festspiele Mecklenburg-Vorpommern
- Dresdner Musikfestspiele
- MDR-Musiksommer
- Festspiele Europäische Wochen Passau
- Ludwigsburger Schlossfestspiele[6]
- Europäisches Musikfest Stuttgart
- Niedersächsische Musiktage
- Moselfestwochen
- Kultursommer Nordhessen
- Harbin Music Festival, Volksrepublik China
- Bangkok Music Festival, Thailand[7]

Von der vitalen Spielweise der beiden Pianistinnen war der amerikanische Musikkritiker und Journalist Harold C. Schonberg angetan. Sein Kommentar anlässlich ihrer Debüt-CD lautete:

“They are very good. They seem to have unlimited technique, they use a very wide dynamic palette, they have oodles of temperament and unfaltering rhythm. […] We will be hearing from them again.”

„Sie sind sehr gut. Ihre Technik scheint ohne Grenzen, sie benutzen eine sehr breite, dynamische Palette, sie haben Unmengen an Temperament und einen unbeugsamen Rhythmus. […] Wir haben sie nicht das letzte Mal gehört.“

Der deutsche Musikjournalist Christof Jetzschke war später der Meinung:

„Den beiden Pianistinnen fehlt es an nichts, weder an Temperament, zündender rhythmischer Gestaltung, noch an Wärme oder klanglicher Sensibilität.“

In Fernsehsendungen der WDR-Kulturreihe west.art sowie von Rundfunksendern wie BBC London oder Radio France Paris wurden ihre Aufnahmen übertragen. Im Sommer 2003 entstand in einer WDR-Produktion für ARTE das Filmporträt Klavier-Doppel. Kooperationen mit dem TV-Moderator Roger Willemsen, Politiker Norbert Blüm und Schauspieler Rufus Beck erweiterten das künstlerische Spektrum des Duos.
Die Pianistinnen Anna und Ines Walachowski gründeten im Jahr 2006 die Bedburger Konzertgesellschaft. Auf Schloss Bedburg musizierten unter anderem bereits Justus Frantz, Rico Gulda, Ron Abramski, Peter Orth, Ludwig Güttler, Gábor Boldoczki, das Philharmonia Quartett Berlin sowie das Kurpfälzische Kammerorchester Mannheim.

## Diskografie
- 1998: Debut mit Werken von Wolfgang Amadeus Mozart, Frédéric Chopin, Johannes Brahms, Peter Tschaikowsky und Maurice Ravel (Ars Produktion)
- 1999: Konzerte für 2 Klaviere mit Werken von Felix Mendelssohn Bartholdy und Francis Poulenc, mit der Württembergischen Philharmonie unter der Leitung von Roberto Paternostro (Ars Produktion)
- 2001: Piano Works mit Werken von Wolfgang Amadeus Mozart und Sergei Rachmaninow, mit Alfons Kontarsky (Berlin Classics)
- 2003: George Gershwin (Berlin Classics)
- 2003: Camille Saint-Saëns: Karneval der Tiere mit Roger Willemsen und dem Philharmonischen Staatsorchester Halle unter der Leitung von Karl-Heinz Zettl (Eichborn Lido)
- 2006: Ein Schuss, ein Schrei – Das Meiste von Karl May mit Roger Willemsen (Kein & Aber Records)
- 2006: Mozart: Concertos for two Pianos KV 365 & KV 242, mit dem Sinfonieorchester Aachen unter der Leitung von Marcus Bosch (Oehms Classics)
- 2007: Marijn Simons, A Ti Te Toca für zwei Klaviere und Orchester op. 23a, mit dem Sinfonieorchester Aachen unter der Leitung von Marcus Bosch
- 2010: Brahms – Fauré – Tchaikovsky – Moniuszko, mit Werken von Johannes Brahms, Gabriel Fauré, Peter Tschaikovsky und Stanisław Moniuszko (Oehms Classics)
- 2022: Works for Piano Duet mit Werken von Franz Lachner, Richard Strauss und Franz Schubert (Oehms Classics)